# Othresypna caliginosa
Othresypna caliginosa là một loài bướm đêm trong họ Noctuidae.